# Lepidotarphius
Lepidotarphius é um gênero de mariposa pertencente à família Acrolepiidae.